# Filellum bouvetensis
Filellum bouvetensis is een hydroïdpoliepensoort uit de familie van de Lafoeidae. De wetenschappelijke naam van de soort is voor het eerst geldig gepubliceerd in 2011 door Marques, Peña Cantero, Miranda & Migotto.